# Национальный музей Бразилии
Национальный музей Бразилии (порт. Museu Nacional) — музей и исследовательский центр, расположенный в парке Кинта-да-Боа-Виста в городе Рио-де-Жанейро (Бразилия).
2 сентября 2018 года крупный пожар значительно повредил здание музея и уничтожил практически всю коллекцию, насчитывавшую до 20 млн экспонатов.

## История
Национальный музей был учреждён королём Португалии Жуаном VI (1769—1826) в 1818 году под названием Королевский музей в рамках инициативы для стимулирования научных исследований в Бразилии, которая до того времени была огромной и дикой колонией, практически не изученной наукой. Первоначально музей собирал образцы представителей флоры и фауны Бразилии, особенно птиц, из-за этого старое здание музея, расположенное в центре Рио-де-Жанейро получило прозвище «дом птиц».

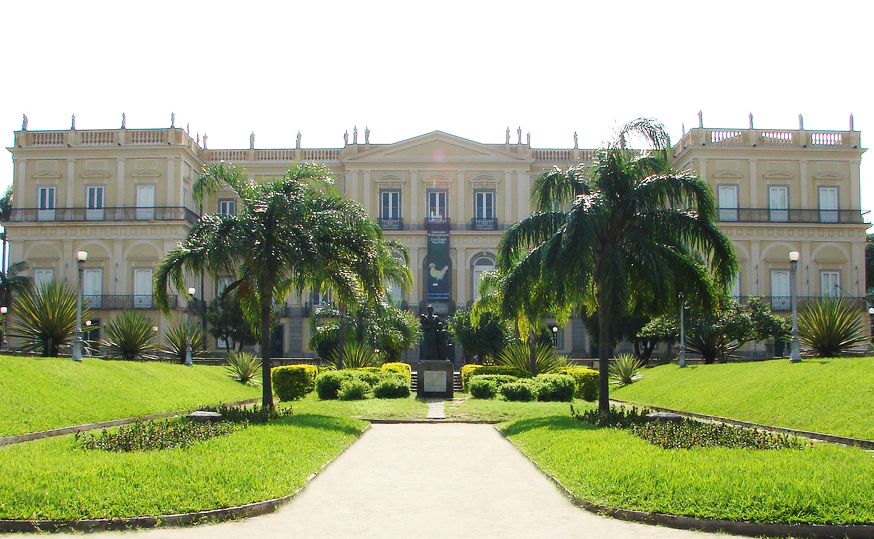
Бывший Императорский дворец, в котором размещался Национальный музей

После женитьбы сына Жуана VI и первого бразильского императора Педру I (1798—1834) на принцессе Леопольдине Австрийской музей стал привлекать к себе выдающихся европейских натуралистов XIX века, таких как Максимилиан Вид-Нойвид (1782—1867), Иоганн Баптист фон Спикс (1781—1826) и Карл Фридрих Филипп фон Марциус (1794—1868). Другие европейские учёные, исследовавшие Бразилию, такие как Огюстен Сент-Илер (1799—1853) и Григорий Лангсдорф (1774—1891) пополняли коллекции музея.
К концу XIX века согласно личным предпочтениям императора Педру II (1825—1891) Национальный музей стал ориентироваться на изучение антропологии, палеонтологии и археологии. Сам император, который был страстным поклонником всевозможных научных дисциплин, пополнил музей коллекциями искусства Древнего Египта, ботаническими фоссилиями и другими предметами, собранными им во время заграничных поездок. Таким образом Национальный музей стал одним из передовых для того времени и важнейшим музеем естественной истории и гуманитарных наук в Южной Америке.
Педру II осознавал проблему нехватки настоящих учёных и натуралистов в Бразилии. Он начал решать эту проблему приглашением учёным работать в музее. Первым таким приглашённым учёным стал Людвиг Ридель (1761—1861), немецкий ботаник, принимавший участие в известной экспедиции Лангсдорфа в Мату-Гросу с 1826 по 1828 год. Другими прибывшими учёными стали немецкий химик Теодор Пекольт и американский геолог и палеонтолог Чарльз Фредерик Хартт (1840—1878). В последующие годы музей постепенно приобретал известность среди научных кругов, привлекая тем самым к работе в нём учёных, таких как Фриц Мюллер (1821—1897), Герман фон Иеринг (1850—1930), Карл Август Вильгельм Шваке (1848—1894), Орвилл Адальберт Дерби (1851—1915), Эмиль Гёльди (1859—1917), Луис Кути (1854—1884).
Император Педру II оставался весьма популярной фигурой, даже после своего свержения в результате военного переворота в 1889 году, поэтому республиканцы пытались стереть символы империи. Одним из этих символов был дворец Сан-Кристован, официальная резиденция императоров Бразилии в парке Кинта-да-Боа-Виста, ставший после свержения монархии свободным; поэтому, в 1892 году, Национальный музей, со всеми его коллекциями, ценными предметами и научными сотрудниками, был переведён в этот дворец, где и остаётся до сегодняшнего дня.
В 1946 году руководство музея вошло в состав Университета Бразилии, в настоящее время Федеральный университет Рио-де-Жанейро. Исследователи и их кабинеты и лаборатории занимают добрую часть дворца и других зданий, построенных в ботанических садах (Horto Florestal), в парке Кинта-да-Боа-Виста. Там же находится одна из крупнейших научных библиотек Рио-де-Жанейро. В настоящее время Национальный музей предлагает выпускные курсы в следующих областях знания: антропологии и социологии, ботаники, геологии и палеонтологии, зоологии.

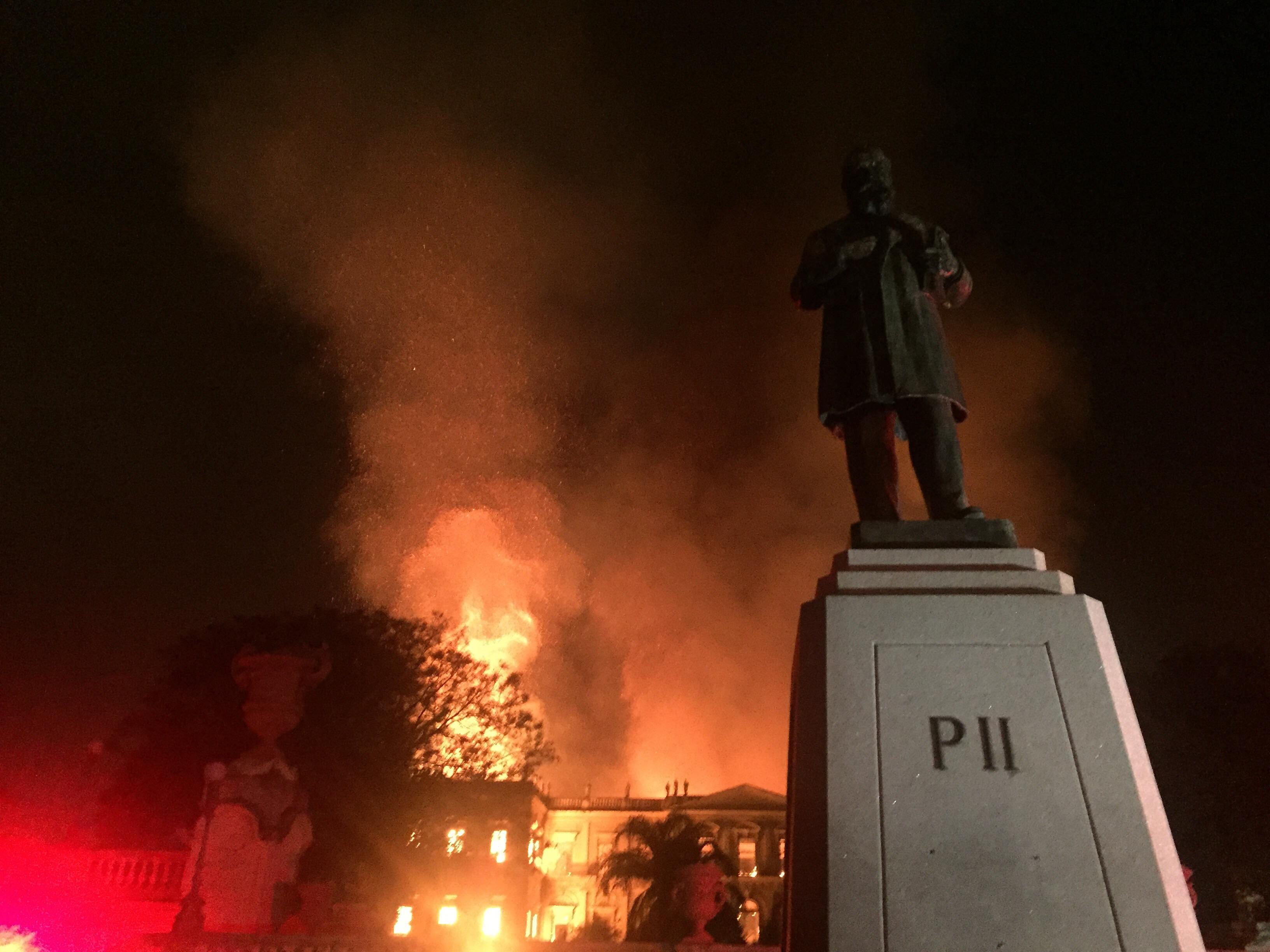
Пожар в Национальном музее Бразилии 2 сентября 2018 года

## Пожар 2 сентября 2018 года
2 сентября 2018 года в музее произошёл сильный пожар, охвативший все три этажа здания. Люди не пострадали, но огонь стремительно уничтожил практически всю коллекцию, насчитывавшую до 20 млн экспонатов. Согласно заявлениям властей, причиной пожара стала халатность. Трагедии можно было избежать, если бы предложенный ранее проект реорганизации музея удалось осуществить. Сотрудники музея ранее неоднократно жаловались на сокращения финансирования и ветшающее здание музея. В июне этого же года музей отметил своё 200-летие.
12 сентября 2018 года объявлено о плане по защите руин музея, предполагающий:
- возведение деревянной конструкции вокруг музея для его защиты,
- укрепление здания от угрозы оползня,
- широкий навес для защиты от дождя,
- модульные здания на прилегающей территории, служащие временными лабораториями,
- траты в 10 миллионов бразильских реалов.

## Коллекция
90% собрания музея уничтожено в огне. Пожарные и сотрудники музея извлекали из пепла остатки сохранившихся предметов. Пережившая извержение Везувия фреска из Помпеев не уцелела в сентябрьском пожаре. Также утеряна обширная коллекция, посвящённая языкам Бразилии, включая записанные в 1958 году песни на вымерших языках, а также архив Курта Нимуендажу, этнографические и археологические записи о всех этносах Бразилии с XVI века. Администрация музея заявила, что коллекция не была застрахована.
Музей обладал одной из крупнейших коллекций в Северной и Южной Америках, состоящей из животных, насекомых, минералов, индейской посуды, египетских и южноамериканских мумий и древностей, археологических артефактов, метеоритов, окаменелостей и многих других экспонатов. Среди них были представлены древнеегипетские фрагменты рельефных изображений, маски, статуэтки божеств из бронзы, камня и дерева, коробки для каноп, алебастровые чаши, погребальные конусы, украшения, амулеты и прочее.
Среди переживших пожар экспонатов значатся: железный метеорит Bendegó, несколько портретов с верхних этажей, часть зоологической коллекции, библиотека и немного керамики. Сотрудники зоологического отдела успели вынести моллюсков и образцы морских обитателей пока огонь не охватил весь отдел. Пламя не перекинулось на пристройку с позвоночными животными, но из-за отключения электричества и эти экспонаты могут сильно пострадать. В ходе спасательных работ был найден неповреждённый череп древней женщины Лузии,останки которой насчитывают 12 тысяч лет и являются древнейшим скелетом человека, когда-либо найденным на американском континенте. Череп отправлен в ближайшую научную лабораторию на экспертизу. Коллекция гербария, рыб и рептилий располагалась вне здания музея и потому не пострадала.

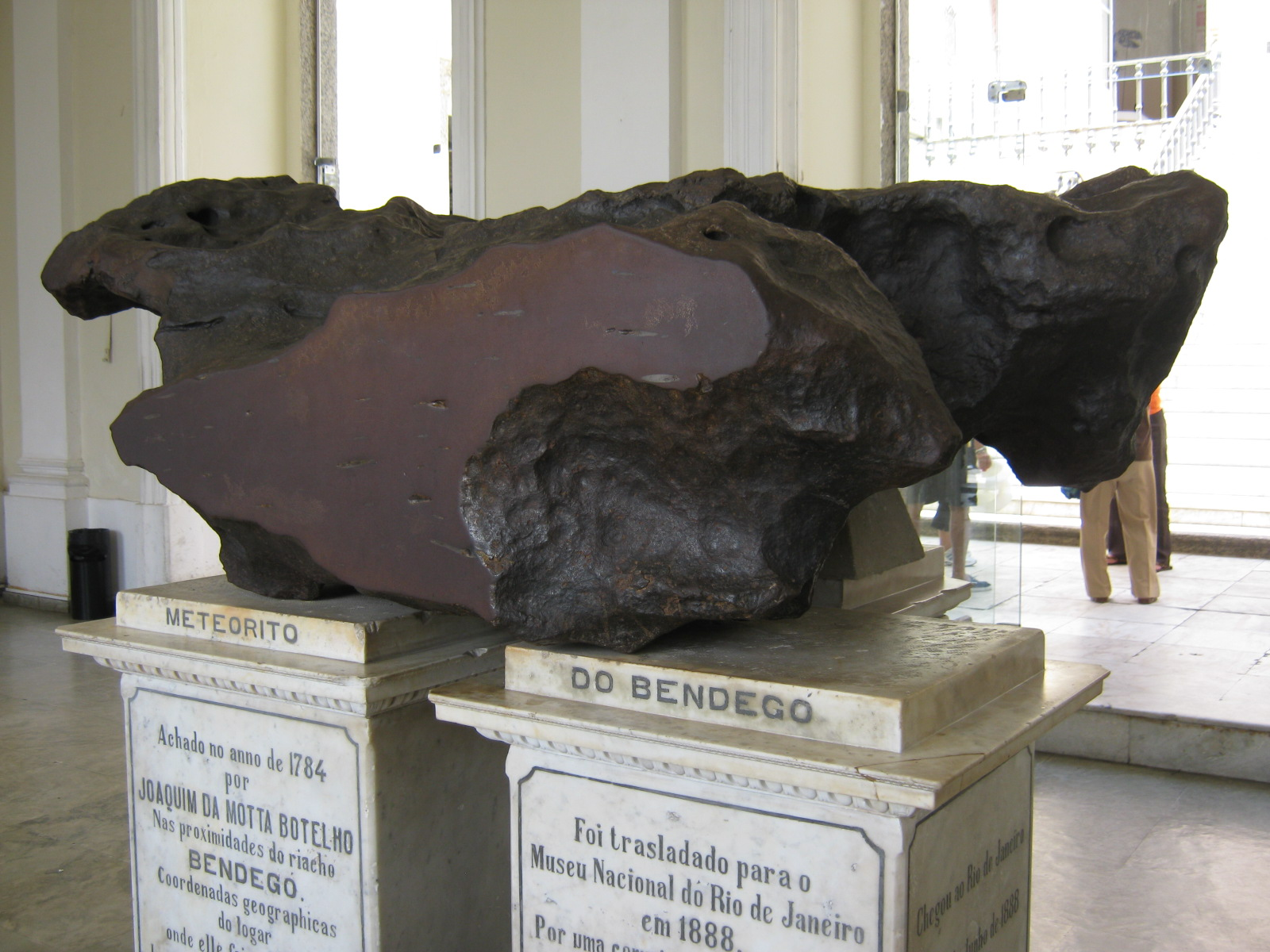
Метеорит Bendegó пережил пожар
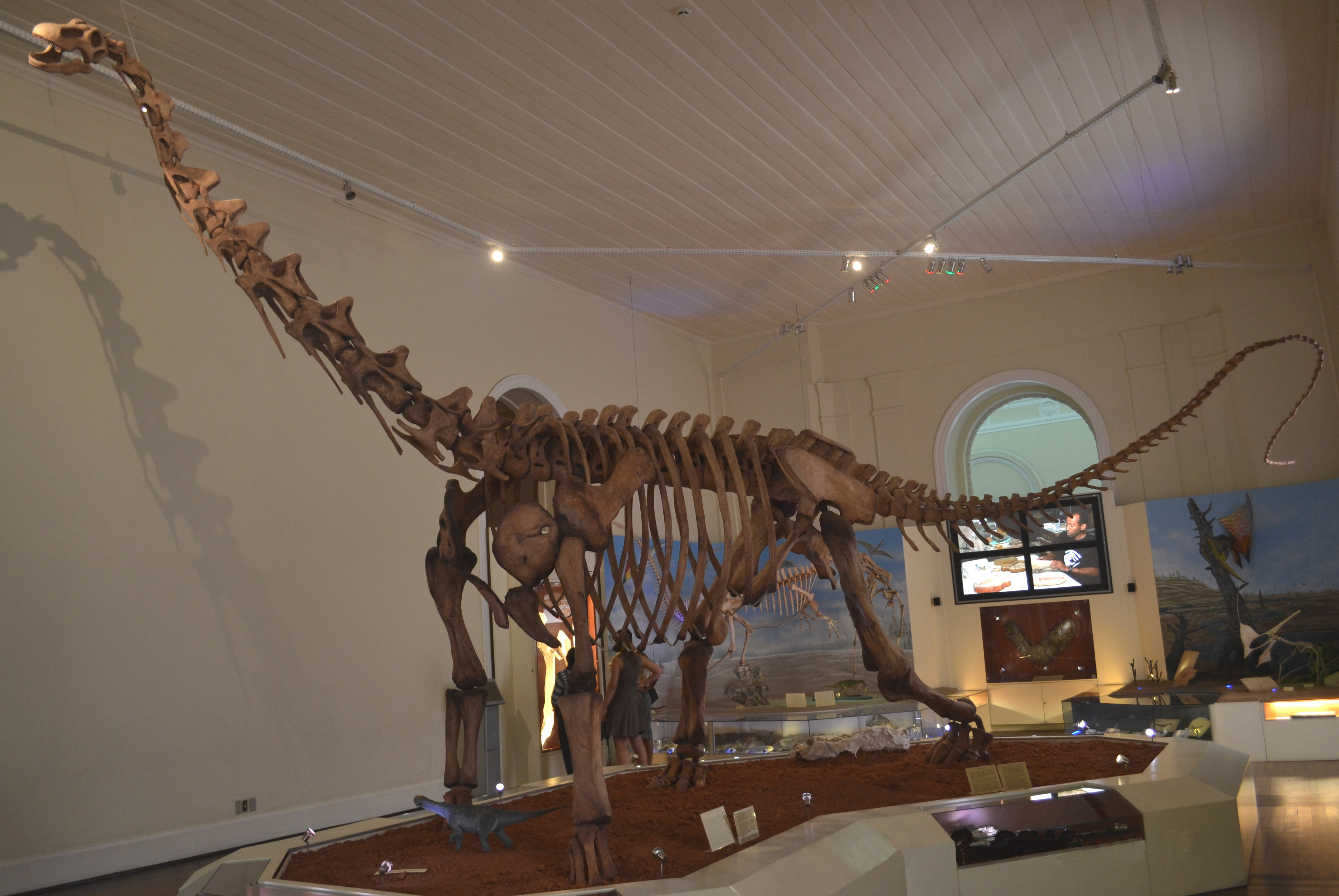
Реконструкция скелета динозавра Maxakalisaurus.
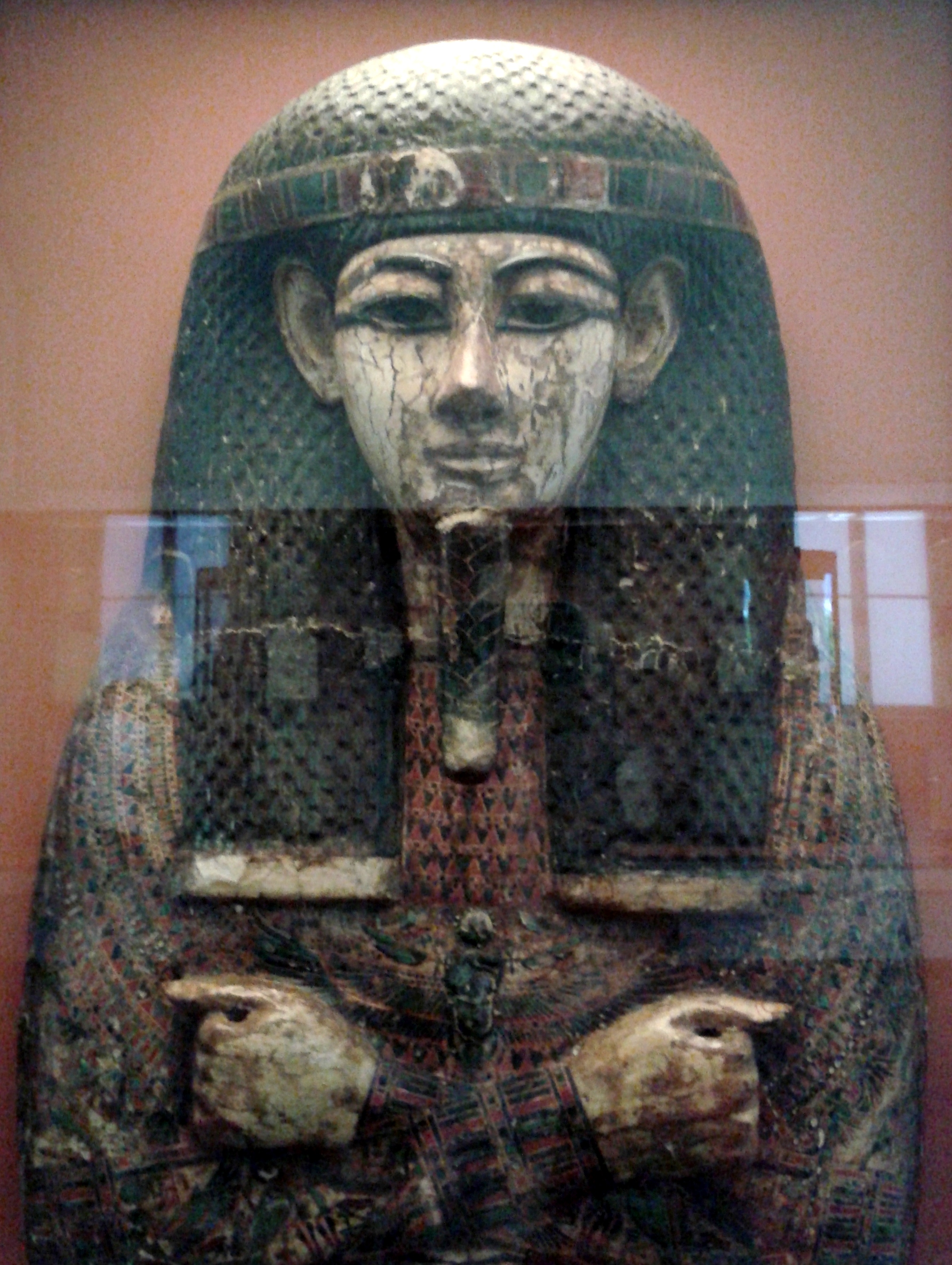
Саркофаг Хори. Третий переходный период, XXI династия, ок. 1049–1026 до н.э.
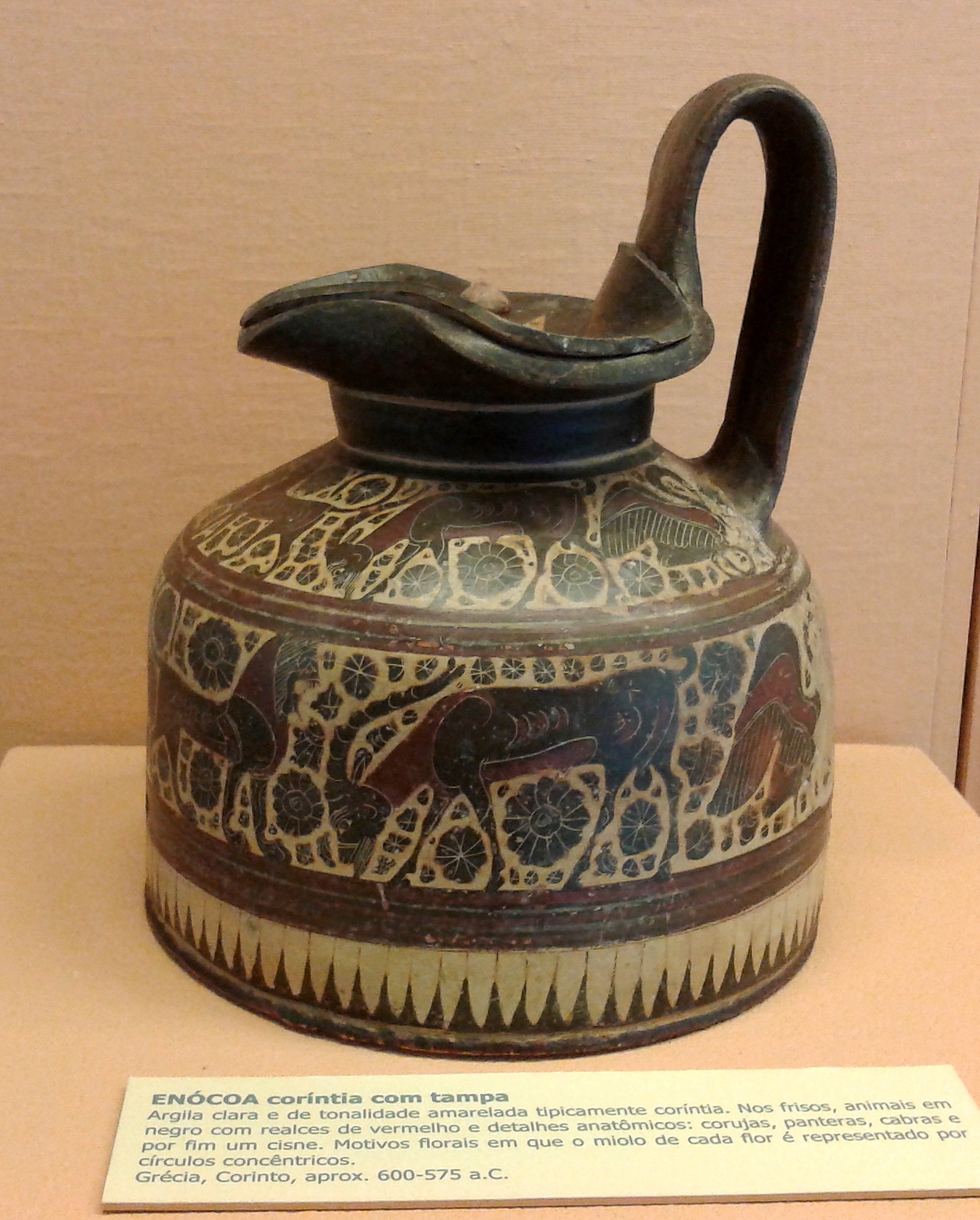
Коринфская ойнохойя с крышкой. 600-575 годы до н.э.
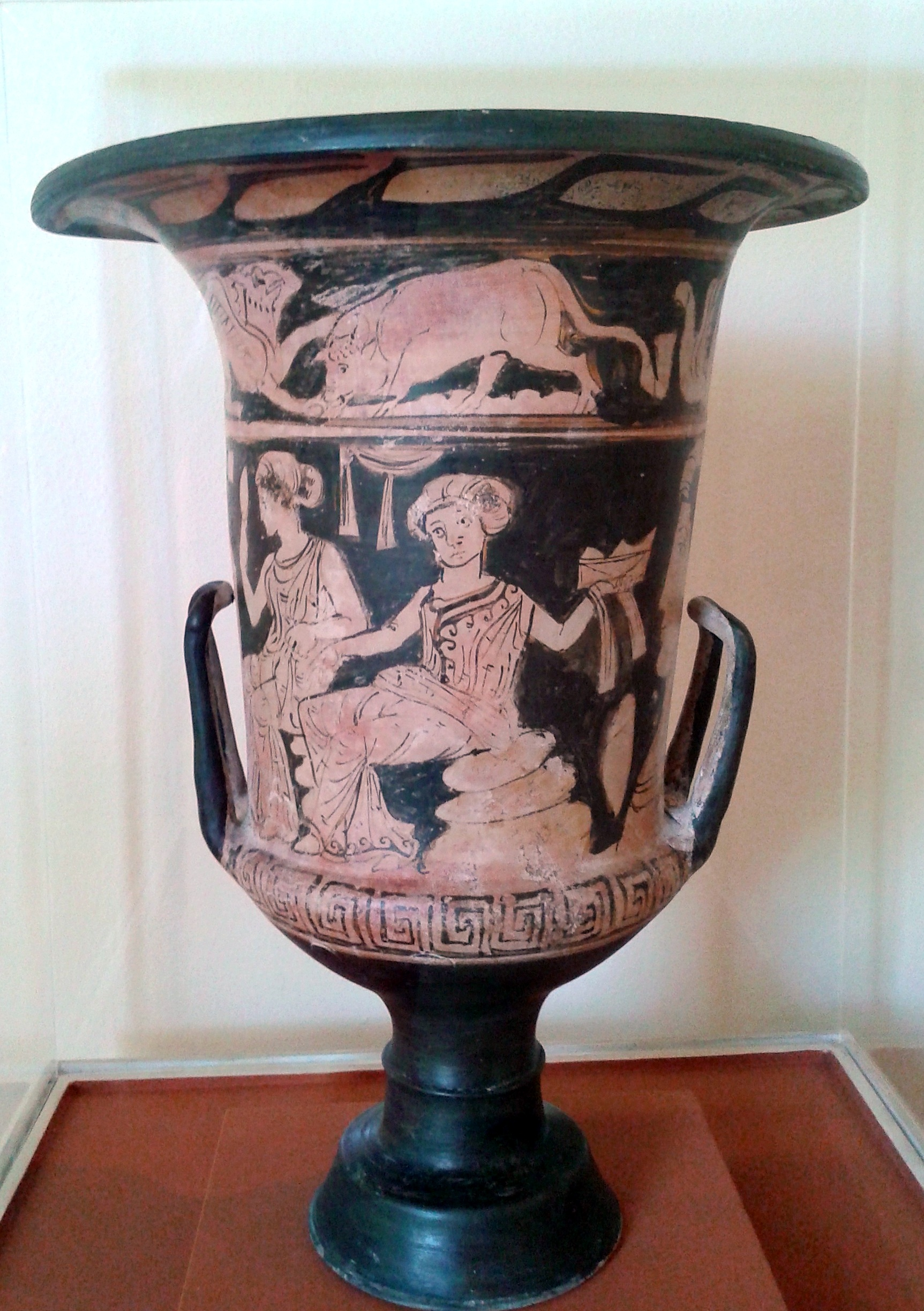
Кампанский кратер, конец IV века до н.э.
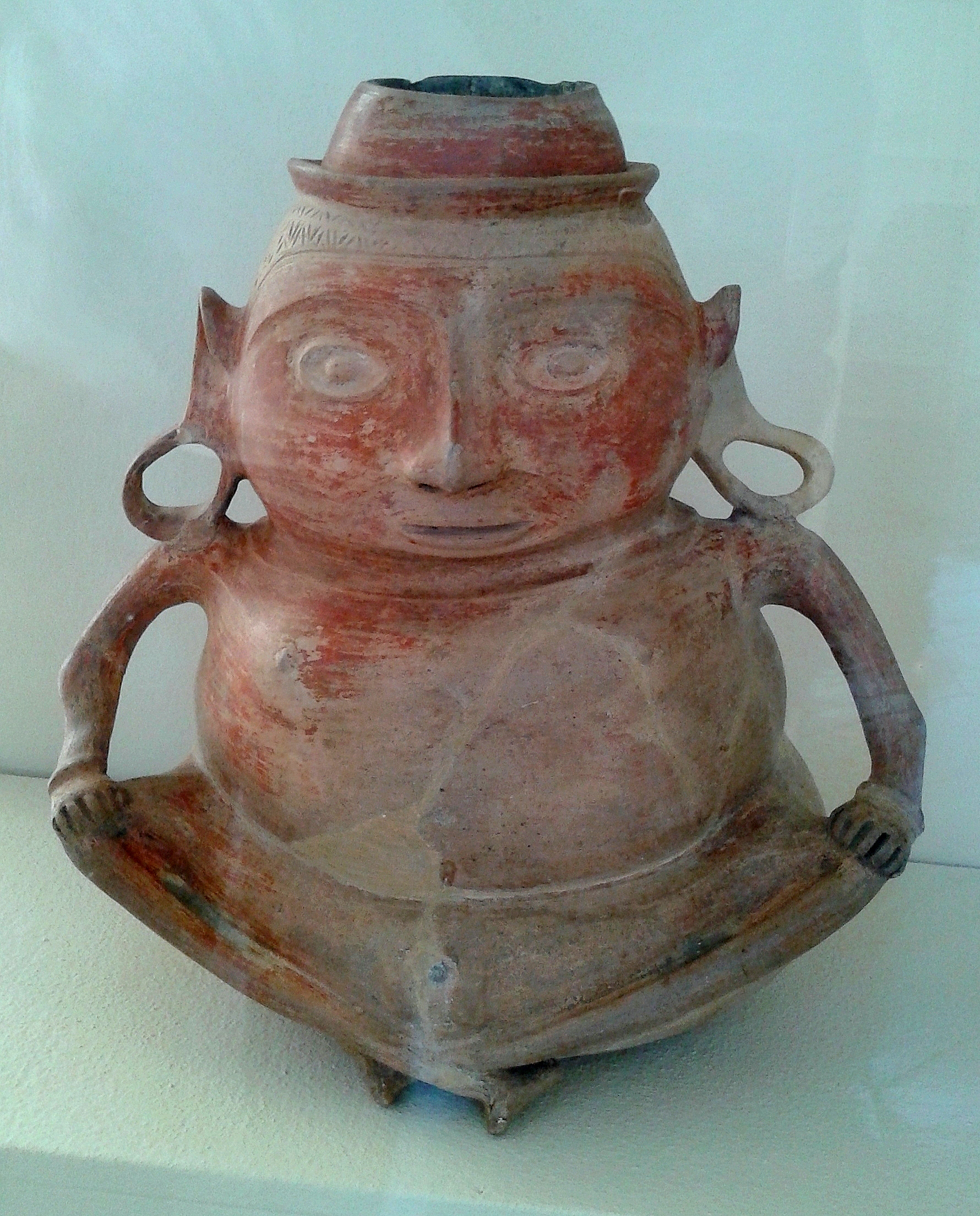
Антропоморфная ваза в виде сидящего человека. Культура сантарем, ок. 1000-1400 годы н.э.
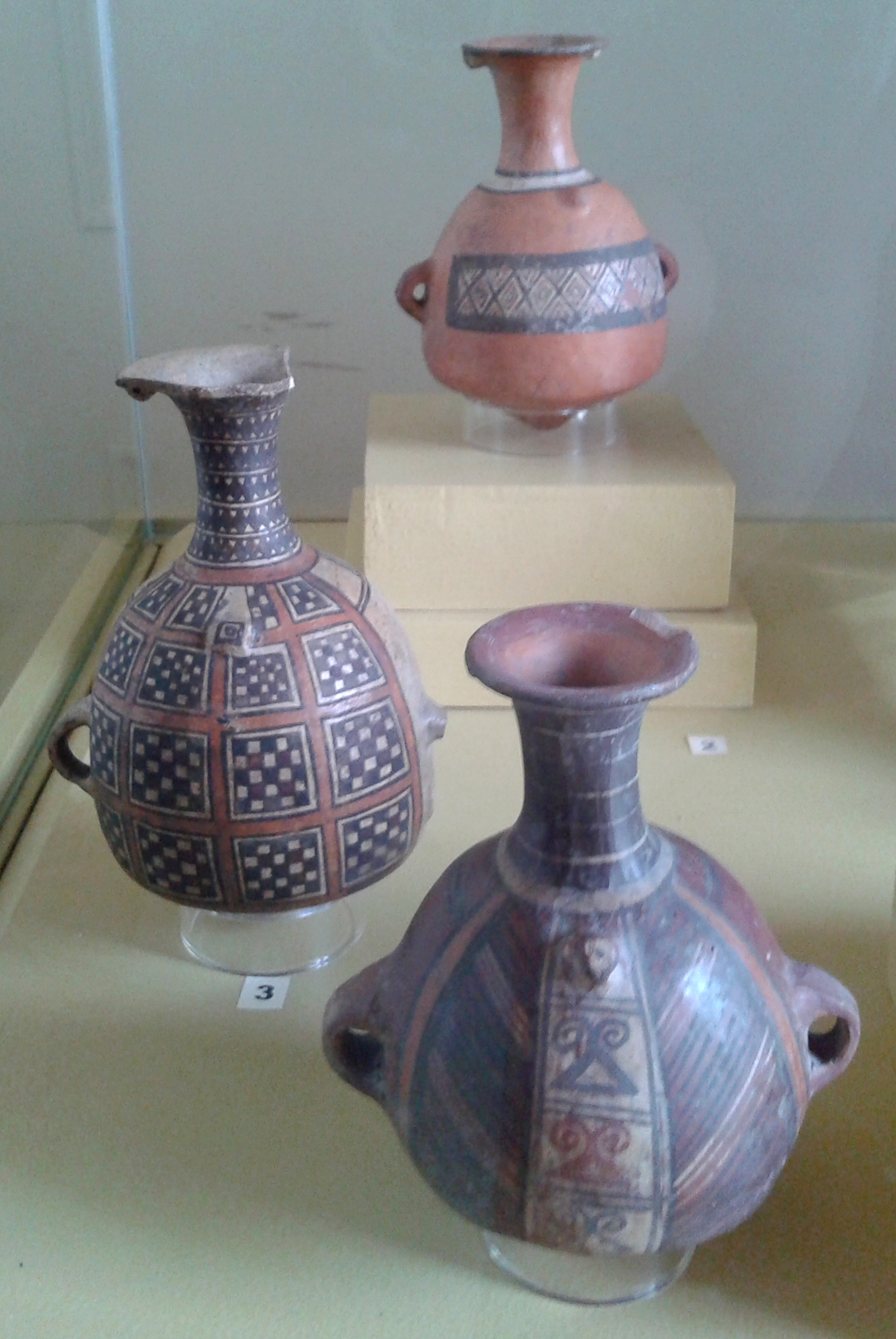
Инкские вазы.
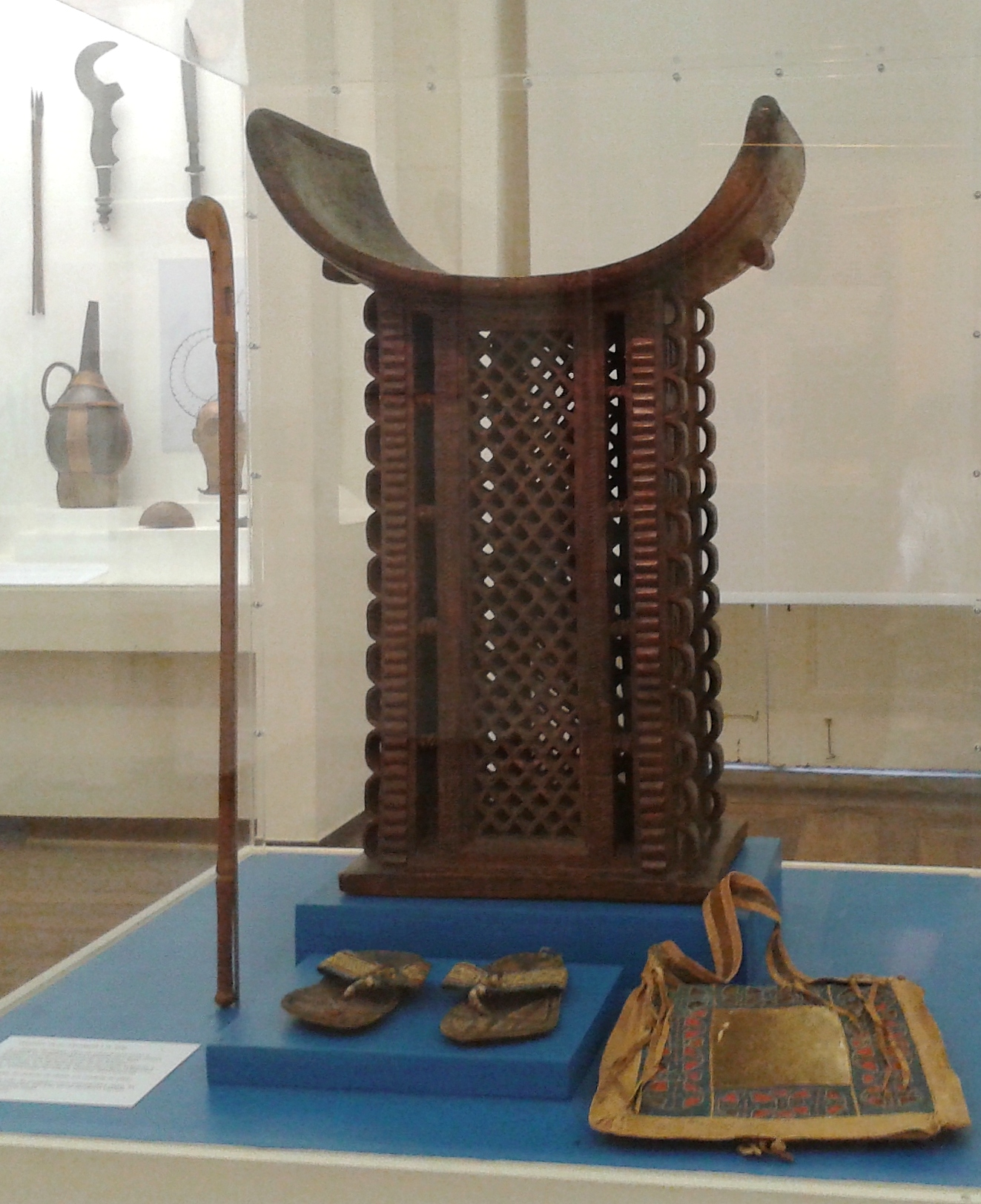
Дагомейский трон (Африка), конец XVIII - начало XIX века.
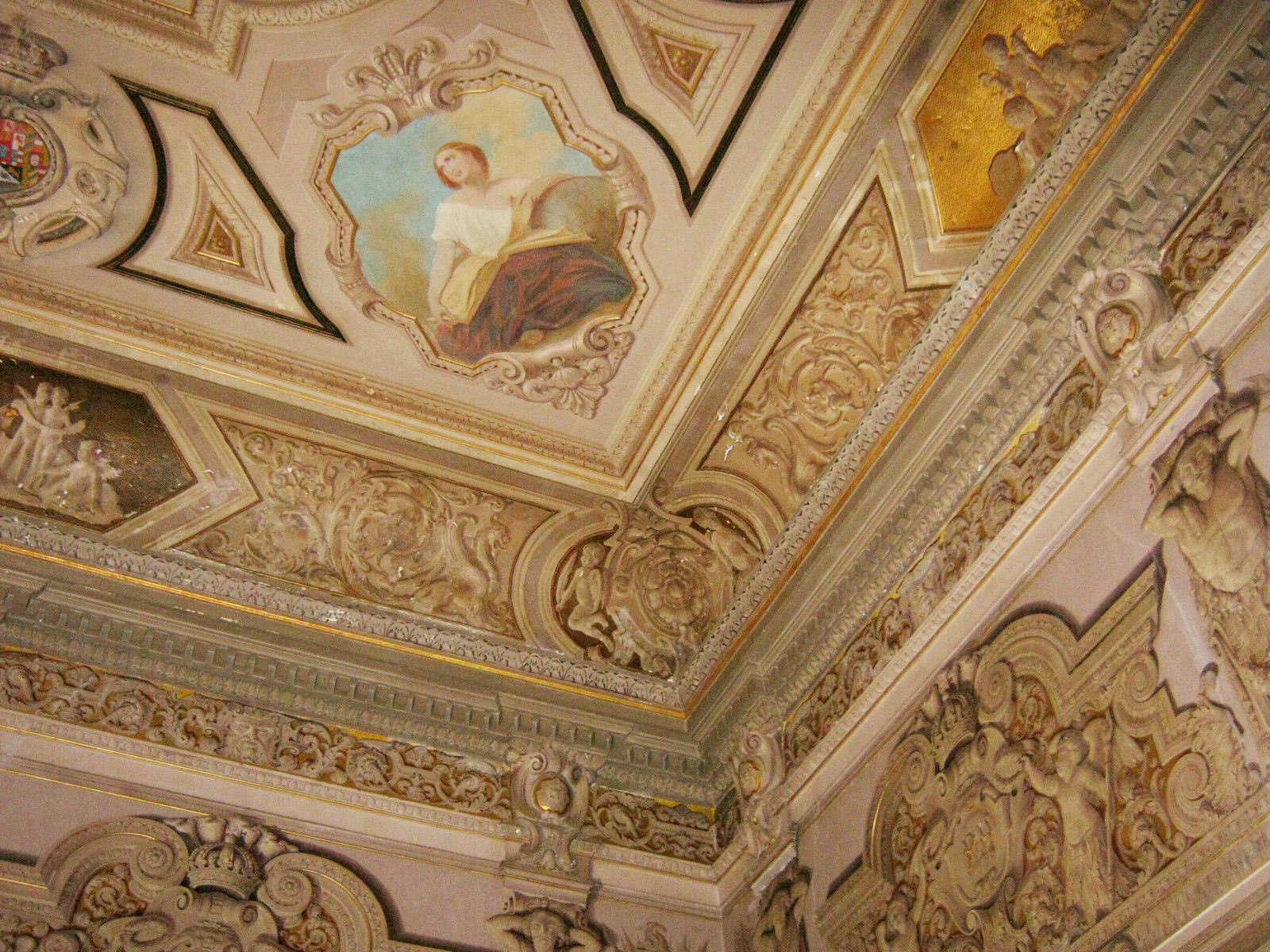
Исторический интерьер музея

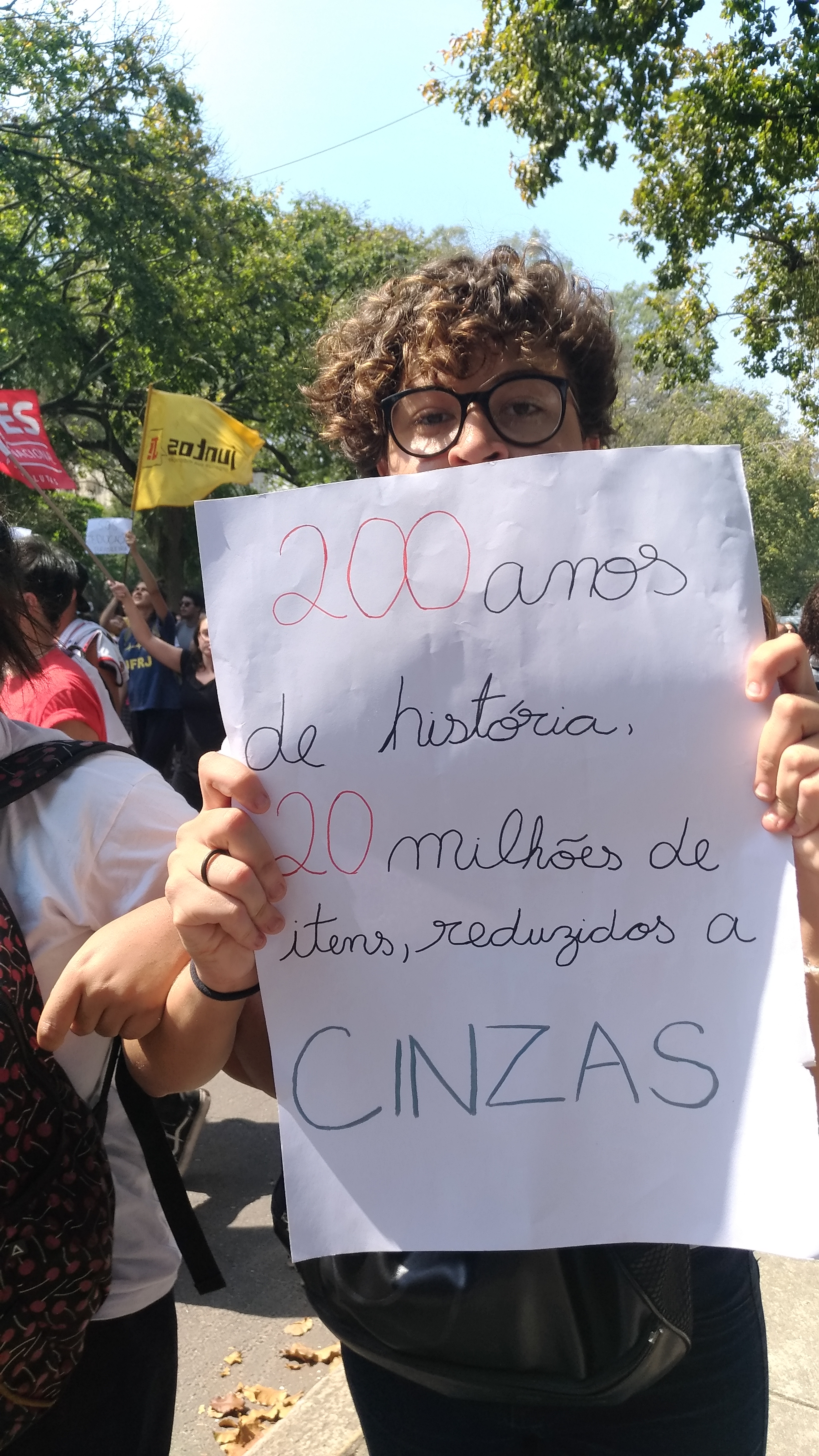
Протестующий на следующий день после пожара с текстом: "200 лет истории, 20 млн экспонатов обратились в прах"

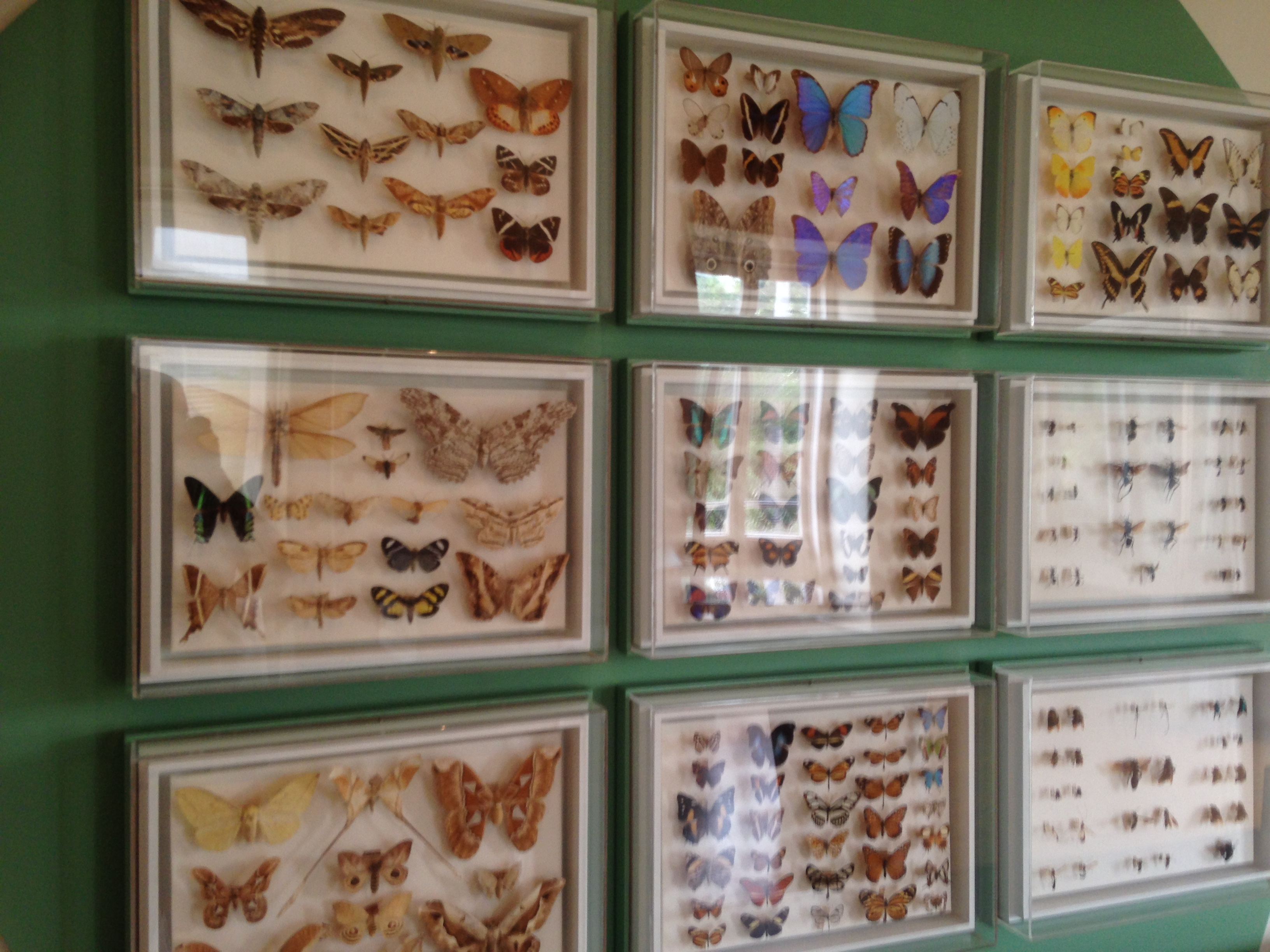
Коллекция бабочек

## Общественный резонанс
Президент Бразилии Мишел Темер выразил глубокое сожаление о невосполнимой утрате в связи с сентябрьским пожаром 2018 года. Мэр Рио-де-Жанейро Марцело Кривелла призвал восстановить из пепла, воссоздать пусть и в копиях экспонаты, которые сохранят память о королевской семье, подарившей народу Бразилии независимость, империю и конституцию. Бразильский политик и общественный деятель Марина Силва назвала пожар лоботомией бразильской памяти.
Археолог Захи Хавасс напомнил о необходимости репатриации египетских артефактов и призвал ЮНЕСКО провести контроль над музеями, чтобы выявить, достаточно ли сохранно и надёжно содержатся в них артефакты.
Новость о пожаре стремительно облетела Рио-де-Жанейро. Сотни возмущённых жителей собрались у ворот остывающего здания музея ранним утром понедельника. Студенты музейного дела из Федерального университета Рио-де-Жанейро призвали людей присылать любые фотографии и видео уничтоженной коллекции музея. За час они получили около 14 тысяч видео, фотографий и рисунков экспонатов.
Музеи мира выражали соболезнования в связи с трагедией. Президент Союза музеев России, генеральный директор Государственного Эрмитажа Михаил Пиотровский назвал пожар в Национальном музее Бразилии «культурной трагедией» и выразил готовность Музейного сообщества оказать бразильским коллегам профессиональную помощь.